# Paraphaeoisaria alabamensis
Paraphaeoisaria alabamensis är en svampart som beskrevs av de Hoog & Morgan-Jones 1978. Paraphaeoisaria alabamensis ingår i släktet Paraphaeoisaria, divisionen sporsäcksvampar och riket svampar.   Inga underarter finns listade i Catalogue of Life.